# مورچه‌گیرک آلاگوآس
مورچه‌گیرک آلاگوآس (نام علمی: Myrmotherula snowi) نام یک گونه از سرده مورچه‌گیرک‌ها است.